# Carmina Burana (Chamber Version)
Carmina Burana (Chamber Version) är ett musikalbum från 1995 med Uppsalakören Allmänna Sången, Kroumata, Lena Nordin (sopran), Hans Dornbusch (tenor), Peter Mattei (baryton), Roland Pöntinen och Love Derwinger (piano) samt barnkör från Uppsala Musikklasser. Dirigent är Cecilia Rydinger Alin.

## Låtlista
Carl Orff: Carmina Burana (Chamber Version)
1. Fortuna imperatrix mundi: O Fortuna
2. Fortuna imperatrix mundi: Fortune plango vulnera
3. I. Primo vere: Veris leta facies
4. I. Primo vere: Omnia Sol temperat
5. I. Primo vere: Ecce gratum
6. Uf dem anger: Tanz
7. Uf dem anger: Floret silva nobilis
8. Uf dem anger: Chramer, gip die varwe mir
9. Uf dem anger: Reie
10. Uf dem anger: Were diu werlt alle min
11. II. In taberna: Estuans interius
12. II. In taberna: Olim lacus colueram
13. II. In taberna: Ego sum abbas
14. II. In taberna: In taberna quando sumus
15. III. Cours d'amour: Amor volat undique
16. III. Cours d'amour: Dies, nox et omnia
17. III. Cours d'amour: Stetit puella
18. III. Cours d'amour: Circa mea pectora
19. III. Cours d'amour: Si puer cum puellula
20. III. Cours d'amour: Veni, veni, venias
21. III. Cours d'amour: In trutina
22. III. Cours d'amour: Tempus est iocundum
23. III. Cours d'amour: Dulcissime
24. Blanziflor et Helena: Ave formosissima
25. Fortuna imperatrix mundi: O Fortuna